# Arthur Comyns Carr

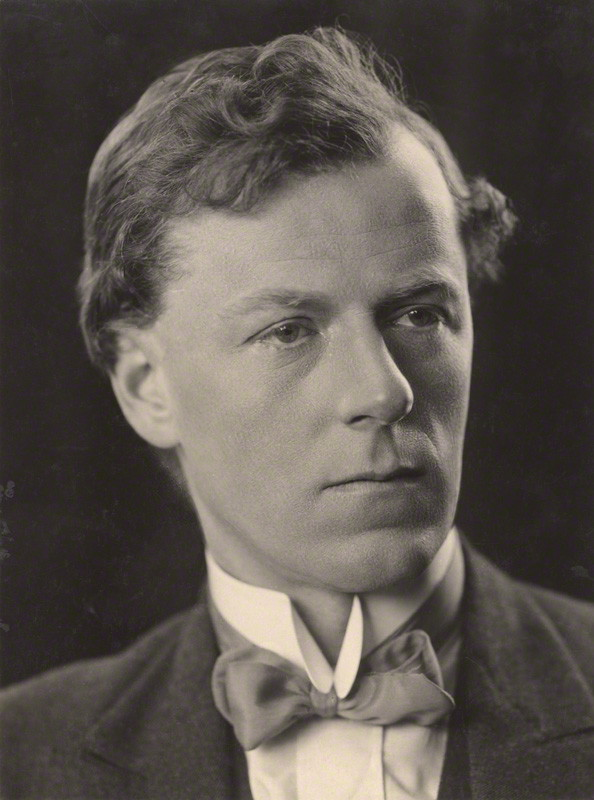
Arthur Comyns Carr

Sir Arthur Strettell Comyns Carr (* 19. September 1882; † 20. April 1965) war ein britischer Politiker und Jurist. Er amtierte als Präsident der Liberal Party (1958–1959) und wurde für den Wahlkreis Islington East in das britische Unterhaus (1923–1924) gewählt.
Carr vertrat die britische Regierung als Ankläger (engl. associate prosecutor) im Kriegsverbrechertribunal in Tokio und als Hauptankläger im alliierten Kriegsverbrecherprozess der Britischen Zone, der am 23. August 1949 im Hamburger Curiohaus begann, u. a. gegen Generalfeldmarschall Erich von Manstein.

## Werke
- The Judgment of the International Military Tribunal for the Far East. In: Transactions of the Grotius Society 34, 1948.
- The Tokyo War Criminal Trail. In: Far Eastern Survey 18, 1949.